# 葉爾奇哈
51°03′59″N 33°50′34″E / 51.06639°N 33.84278°E
葉爾奇哈（烏克蘭語：Єрчиха）是位於烏克蘭東北部的舊村莊，曾由蘇梅州的布倫區負責管轄，並於2006年被註銷。該村處於捷爾恩河左岸，分別距離上薩加里夫卡1公里和切列皮夫卡2.5公里，1983年人口70。